# Quadrastichus urbanus
Quadrastichus urbanus (лат.) — вид паразитических наездников рода Quadrastichus из семейства Eulophidae (Chalcidoidea) отряда перепончатокрылые насекомые.

## Распространение
Россия (Ленинградская область).

## Описание
Мелкие наездники-эвлофиды, длина тела у самок 0,9—1,1 мм, у самцов — 0,8 мм. Грудь по ширине почти равна своей длине. Первый членик жгутика длиннее поворотного сегмента усика. Промежуточный сегмент без раздваивающихся дыхальцевых гребней. Передняя голень с одной шпорой. Передние крылья без постмаргинальной жилки. Булава усиков состоит из 3 члеников. Вид был впервые описан в 1978 году российским гименоптерологом Виктором Владимировичем Костюковым (ВНИИ биологической защиты растений РАСХН, Краснодар) под названием Tetrastichus urbanus, а в 2006 году включён в состав рода Quadrastichus.